# Oxytropis fragiliphylla
Oxytropis fragiliphylla là một loài thực vật có hoa trong họ Đậu. Loài này được Q. Wang et al. mô tả khoa học đầu tiên năm 2001.